# RPG-22
Le RPG-22 Netto soviétique est un lance-roquettes antichar jetable à un coup déployé pour la première fois en 1985. Inspiré du lance-roquettes RPG-18, mais tirant un projectile stabilisé à ailettes plus puissant de 72,5 mm. L'arme tire un projectile non guidé ; peut être préparée à tirer en 10 secondes environ et pénètre 400 mm de blindage, 1,2 mètre de brique ou 1 mètre de béton armé.

## Opération

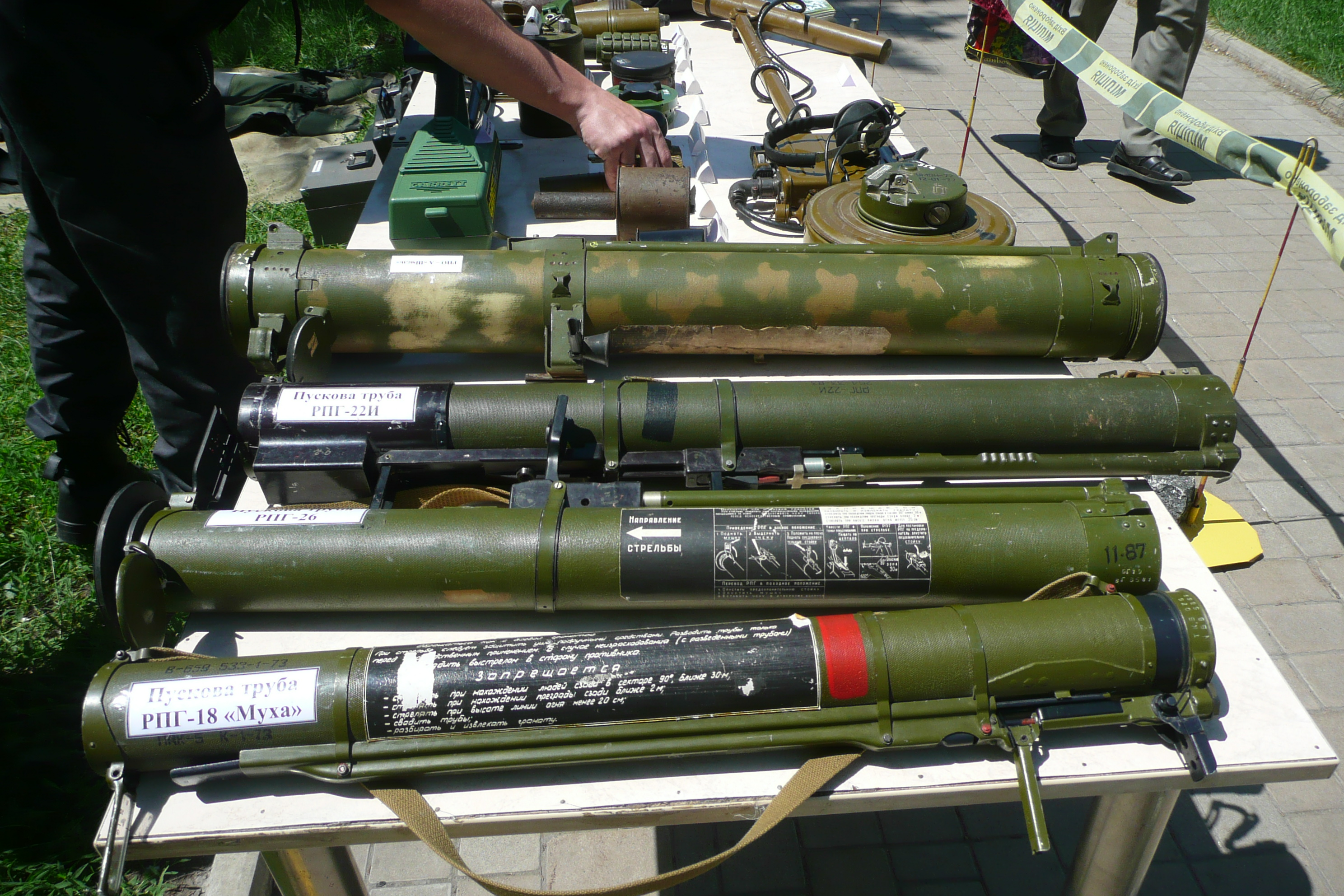
RPG-22 (troisième à partir du bas) avec des lance-roquettes soviétiques/russes comparables

Le canon lisse est composé de deux parties en fibre de verre ; un tube principal contenant la fusée et une extension avant télescopique, qui glisse sur le canon.
En mode transport, les deux extrémités du canon sont fermées par des couvercles en plastique, qui s'ouvrent lorsque l'arme est déployée. Le mécanisme de mise à feu est armé manuellement en relevant la mire arrière. Abaisser la mire arrière désarme l'arme s'il n'y a pas de cible.
Lors du tir, il y a une zone de danger derrière l'arme, d'au moins 15 mètres. Le moteur à propergol solide brûle complètement alors que la fusée est encore dans le tube du canon, l'accélérant à environ 133 mètres par seconde. L'arme a des vues pop-up simples graduées à des portées de 50, 150 et 250 mètres.
Pour réduire les coûts de formation, un RPG-22 réutilisable est disponible qui tire des projectiles sous-calibré de 30 mm, pesant 350 g. Le maniement est identique à celui de la version plein calibre, à l'exception du bruit de décharge et de la zone de sureté.

## Engagements
L'armée soviétique a utilisé le RPG22 pendant la guerre d'Afghanistan (1979-1989), puis durant la deuxième guerre d'Ossétie du Sud (2008) par les deux camps.
Dans la soirée du 20 septembre 2000, le bâtiment du MI6 à Londres (le siège du Secret Intelligence Service britannique) a été attaqué par des forces non appréhendées utilisant une fusée antichar RPG-22, causant des dégâts superficiels.
Une cache d'armes destinées à l'IRA, saisies en Croatie en août 2000, contenait un certain nombre de RPG-22. Celui utilisé contre le bâtiment du MI6 était de fabrication russe, tandis que celui trouvé à Dungannon provenait de Bulgarie.
Le RPG-22 apparaît également comme étant une arme très utilisée pendant la guerre russo-ukrainienne. Plusieurs vidéos et photos de caches d'armes montrent des RPG-22 dans les deux camps. Il semblerait également que l'Ukraine a réussi à modifier des drones quadrirotors pour y installer différents types de RPG notamment le RPG-22,.

## Les opérateurs

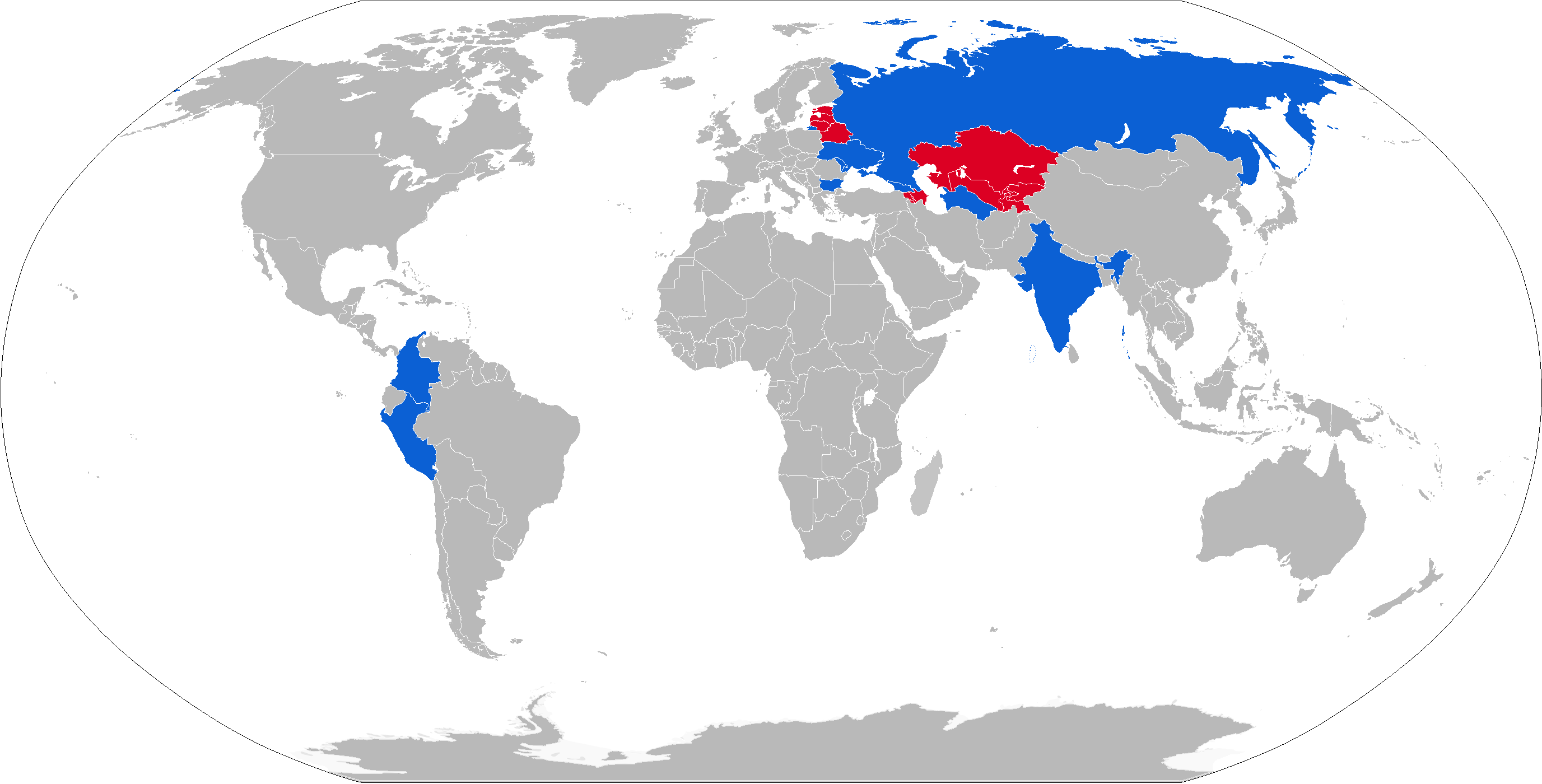
Carte avec les opérateurs RPG-22 en bleu et les anciens opérateurs en rouge

### Opérateurs actuels
- Russie – Armée de terre russe
- Bulgarie – Armée bulgare[9].
- Colombie – Armée nationale colombienne
- Croatie – Forces terrestres de la république de Croatie
- Géorgie – Forces armées géorgiennes
- Inde – Armée de terre indienne
- Irak: Rebelles irakiens[10]
- Moldova – Armée moldave
- Pérou – Armée péruvienne[11]
- Turkmenistan – Forces armées turkmènes
- Ukraine – Armée de terre ukrainienne, Garde nationale de l'Ukraine.

### Anciens opérateurs
- URSS, transférés à la Russie[12]

## Produits similaires
- LOI M72
- M80 Zolja
- RPG-26
- RPG-27
- RPG-28
- RPG-29
- RPG-30
- RPG-32
- RPO-A Shmel